# Palazzo di Stefano De Mari

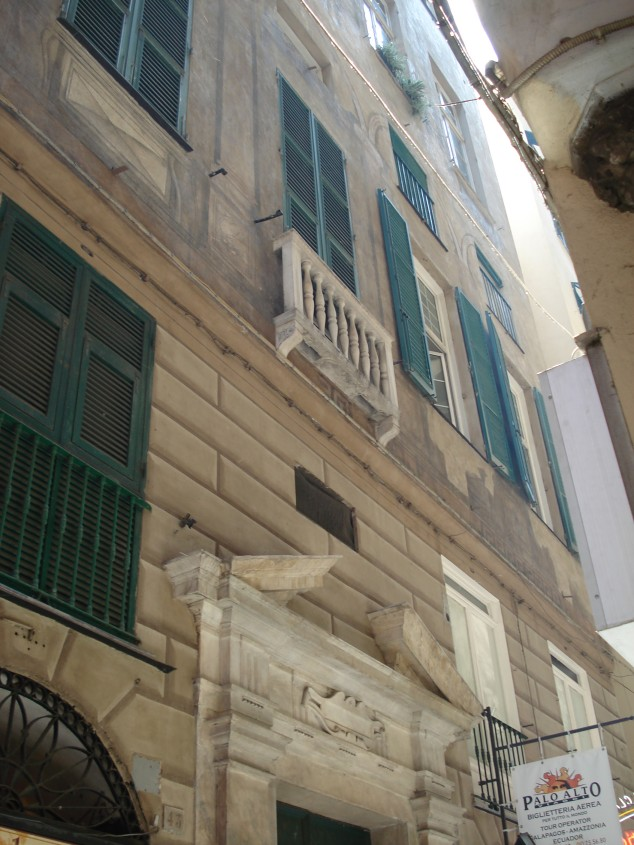
Straßenfassade

Der Palazzo di Stefano De Mari ist ein Stadtpalast in Genua, der Teil des Welterbes der Unesco „Genoa: Le Strade Nuove and the system of the Palazzi dei Rolli“ (deutsch: Genua: Le Strade Nuove und die Palazzi dei Rolli) ist. Das Gebäude liegt an der Via S. Luca 5.

## Geschichte
Der Palazzo wurde im 16. Jahrhundert aus bereits bestehenden mittelalterlichen Gebäuden umgebaut, die der Familie Spinola gehörten. 1588 ist er als Eigentum der Familie De Mari verzeichnet. Eine Quelle nennt als Baujahr 1584.
Als einer der Palazzi dei Rolli war er in den Rolli von 1588 bis 1664 eingetragen. Nach deren Klassifizierung, den „bussoli“, zählte er im Laufe der Zeit zu unterschiedlichen Klassen (zu den Einzelheiten dieser Eintragungen vergleiche hier).
Später gehörte der Palazzo Stefano De Mari, Doge von Genua von 1663 bis 1665. Von diesem Eigentümer behielt das Gebäude seine Bezeichnung. Heute wird es hauptsächlich zum Wohnen genutzt.

## Gebäude
Die Fassade, deren Erdgeschoss in rustizierender Quaderverkleidung ausgeführt ist, wird durch Fresken gegliedert, die Architektur vortäuschen und die Fenster rahmen. Das monumentale Marmor-Portal, das von dorischen Pilastern gerahmt und von einem gebrochenen Dreiecksgiebel bekrönt wird, stammt aus dem späten 16. Jahrhundert. Es führt in ein Atrium, das im 19. Jahrhundert rekonstruiert wurde. Hinter dem Atrium folgt ein Hofn von dem eine monumentale Treppe nach oben führt.
In den Innenräumen ist ein Fresko „Tobias und der Engel“ erhalten, das Giovanni Battista Carlone zugeschrieben wird.